# 飛天號
飛天號的英文名稱是Celestial Maiden，意味著天上少女的意思；在發射之前稱為MUSES-A，代表是第一艘藉由Mu系列運載火箭發射升空的太空工程太空船。該衛星的建造機構是宇宙科學研究所，亦是宇宙航空研究開發機構的前身之一。飛天號在1990年1月24號發射，是日本第一顆環繞月球的人造衛星，而日本也是僅次於美國與蘇聯之後第三個成功使人造衛星環繞月球超過兩年的國家。飛天是至1976年由蘇聯發射的月球24號以來的第一顆繞月軌道器。

## 任務經過
飛天號一開始先被送入高地球橢圓軌道，軌道半徑約為476,000公里高，後續再慢慢將飛天號移入月球軌道,；不過，因為發射過程發生問題，方向和速度的變化少了50公尺/秒，只到達了290,000公里的軌道。噴射推進實驗室的愛德華·貝爾布魯諾與詹姆斯·米勒聽聞到飛天號未能成功進入月球軌道後，專精於低能軌跡的數值模擬的愛德華·貝爾布魯諾推算出一條航線，協助將飛天號藉由彈道捕獲的方式進入月球軌道。1990年6月21日，愛德華·貝爾布魯諾主動提供建議給宇宙科學研究所，該所欣然接受並最終依該建議擬出一個解決方案。
愛德華·貝爾布魯諾與詹姆斯·米勒為飛天號提供的方案是基於弱穩定性邊界理論，只需要太空船本身推力可以負擔的少量擾動，達到轉換軌道的目的，最終進入暫時的月球軌道，並沒有方向和速度的變化，不過需要五個月以上的時間來進入環繞軌道，不像藉由霍曼轉移軌道只需要數天的時間。因此這也是第一次有人造衛星採用低能量轉移的方式進入月球軌道，到了1991年10月2日，飛天號正式進入月球軌道。
進入軌道後，飛天號會飛掠L4與L5 來捕捉星塵粒子。飛天號唯一的科學儀器是「慕尼黑星塵計數器」，飛天號並沒有搭載任何探測月球的儀器，儘管其為月球拍攝照片，但分辨率不具備科學意義，因此輝夜號才被視為日本第一個月球探測器。在第一次月球軌道切換時，飛天號釋放了一個小的探測器，名為羽衣號；羽衣號並沒有進入正確軌道，不過羽衣號的飛行軌跡仍被地球觀測到。飛天則進行多次軌道控制實驗，作為日本後續太空探測的操作試驗。
經過八次環繞月球後，1991年3月19日，飛天號成功進行太空剎車的技術，也是第一顆完成太空剎車的人造衛星。1991年3月30日，經過了九次的月球環繞飛行、第二次太空剎車任務後，飛天號的主要任務也告一段落。在1993年2月15日，飛天號進入永久月球軌道，並在1993年4月10日目的性地撞擊到了月球表面上，撞擊位置約為月球34°18′S 55°36′E / 34.3°S 55.6°E。